# Копань Володимир Павлович
Копань Володимир Павлович — учений-селекціонер, доктор сільськогосподарських наук, автор більше ніж 176 сортів яблунь, груш, чорної смородини, порічок, аґрусу, суниць, із яких 56 занесені до Державного реєстру сортів рослин України.

## Життєпис
Копань Володимир Павлович народився 9 жовтня 1936 року в селі Нова Миколаївка Барвінківського (тоді Петровського) району Харківської області в селянській родині. Історія їхньої родини — це трагічна історія України ХХ століття: голод, репресії, війна, розруха. У 15 років став круглою сиротою.
Після закінчення школи вступив до Київського університету, потім перевівся в Уманський сільськогосподарський інститут на факультет плодоовочівництва й виноградарства, який закінчив у 1959 році.
За направленням у 1959 році поїхав у Донецьку область, радгосп «Берестовий», на посаду бригадира-овочівника. У вересні того ж року почав працювати агротехніком Уманської сортодільниці Державної комісії з сортовипробування та апробації плодово-ягідних культур і винограду.
Із грудня 1959 р. по травень 1970 р. працював на Львівській науково-дослідній станції садівництва молодшим науковим співробітником відділу селекції. Із 1960 по 1962 — старший науковий співробітник, із 1962 по 1963 — завідувач відділу селекції, у 1963—1965 — заступник директора з наукової роботи, а з 1965 по 1970 — знову завідувач відділу селекції Львівської науково-дослідної станції садівництва. У 1967 році захистив кандидатську дисертацію.
Із Львівською дослідною станцією садівництва пов'язані перші успішні кроки в науково-дослідній роботі: за десять років Копань Володимир Павлович створив цілу низку своїх відомих сортів груші, більшість із яких занесені до Державного реєстру сортів рослин України: «Вродлива», «Черемшина», «Золотоворітська», «Роксолана», «Смерічка», «Трембіта», «Вижниця», «Говерла», «Християнка», «Львівський сувенір», «Стрийська», «Етюд».
Незмінним колегою, помічником, співавтором у всіх наукових досягненнях стала дружина, теж випускниця Уманського сільськогосподарського інституту 1961 року Кіра Миколаївна Копань, кандидат сільськогосподарських наук.
Із травня 1970 року й до лютого 1989 року Володимир Павлович працював старшим науковим співробітником відділу селекції Українського науково-дослідного інституту садівництва (м. Київ, Новосілки), продовжуючи займатися виведенням нових сортів яблуні, груші, смородини та суниці. Багато їздить по країні, збираючи необхідний матеріал (пилок) для нових генетичних схрещувань, що, врешті-решт дають задуманий автором результат. Паралельно працював над докторською дисертацією.

## Наукова діяльність київського періоду
1989—1990, 1998 рр. — провідний науковий співробітник Інституту садівництва Національної академії аграрних наук України.
1995 рік — захистив докторську дисертацію й отримав науковий ступінь «доктор сільськогосподарських наук».
1990—1997 рр. — головний науковий співробітник, завідувач лабораторії біотехнології Інституту садівництва Національної Академії аграрних наук України.
1998 рік — призначений завідувачем лабораторії олігогенної селекції Інституту садівництва.

## Науковий доробок
Майже 50 років життя вчений присвятив селекційній справі. Створив 176 сортів яблуні, груші, чорної смородини, порічок, аґрусу, суниці, із яких 56 занесені до державного Реєстру сортів рослин України, у тому числі: яблунь — 10, груш — 7, суниць — 11, порічок — 4, чорної смородини — 13, аґрусу — 7, що є одним із кращих результатів селекційного процесу в групі плодових і ягідних культур України.
Сорти плодово-ягідних культур за якісними показниками відповідають світовим стандартам. Володимир Павлович Копань уклав ліцензійну угоду з Швейцарською розсадницькою фірмою «Rhein-Baumschlen» на ексклюзивне право розмноження сорту аґрусу «Неслухівський» і чорної смородини «Черешнева» у Швейцарії, Австрії та Німеччині. Ряд сортів пройшли випробування в Голландії, Польщі і Франції, декілька сортів занесені до національних Реєстрів Німеччини та Польщі.

## Праці
У доробку вченого понад 650 наукових праць, серед них:
- Копань В. П., Копань К. М., Ярещенко О. М., Ткачова Н. А., Козуліна Ю. Б. Методи, результати і перспективи селекції плодових та ягідних культур в Україні// Садівництво. — 2000. ― Вип. 50.
- Копань В. П., Копань К. М., Козуліна Ю. Б. Можливості вирощування груші в Лісостепу та Поліссі України // Садівництво. — 2000. — Вип. 51.
- Копань В. П., Копань К. М., Ярещенко О. М., Козуліна Ю. Б. Адаптаційна селекція плодових і ягідних культур в Україні //Садівництво. — 2003. ― Вип. 53.
- Копань В. П., Копань К. Н., Ярещенко А. Н., Козулина Ю. Б., Гребенюк С. И., Корховой В. И. Олигогенная селекция — путь целенаправленного решения селекционных программ в плодоводстве // Роль сортов и новых технологий в интенсивном садоводстве: Материалы междунар. науч.-метод. конф. 28-31 июля 2003 г. — Орёл ВНИИСПК. — 2003.
- Копань В. П., Копань К. М., Ярещенко О. М., Ходаківська Ю. Б. Методи, результати і перспективи селекції плодових та ягідних культур в Інституті садівництва УААН //Садівництво. — 2005. — Вип. 57.  - укр.
- Ходаківська Ю. Б., Копань В. П. Виявлення поліплоїдних сортів груші цитологічними методами //Садівництво. — 2006. –– Вип. 59.
- Адаптаційна селекція чорної смородини / В. П. Копань, К. М. Копань, Л. Д. Болдижева, О. М. Ярещенко // Садівництво. — 1998. — № 47. — С. 64-69. — Бібліогр.: 9 назв. — укр.
- Атлас перспективных сортов плодовых и ягодных культур Украины / ред.: В. П. Копань. — К. : ООО «Одекс», 1999. — 454 c. — рус.